# خانبلاغی
خانبلاغی، روستایی از توابع بخش مرکزی شهرستان آستارا در استان گیلان ایران است،این روستا در دهستان حیران قرار دارد.